# كريم ماروك
كريم ماروك من مواليد 5 مارس 1958 بحاسي الغلة، بولاية عين تموشنت، الجزائر لاعب كرة قدم جزائري معتزل كان يجيد اللعب في خط الوسط . شارك مع منتخب الجزائر في بطولة كأس العالم لكرة القدم 1982 و1986 وكذلك في كأس الأمم الأفريقية 1986.

## إنجازات

### مع النوادي
- بطل الدوري الجزائري عام 1988 مع مولودية وهران.
- وصيف بطل الدوري الجزائري عام 1987 مع مولودية وهران.
- وصيف بطل دوري أبطال إفريقيا عام 1989 مع مولودية وهران.

### مع منتخبالجزائر
- مشاركة في كأس العالم مرتين في 1982 بإسبانيا و1986 بالمكسيك.

## روابط خارجية
- كريم ماروك على موقع الاتحاد الدولي (مؤرشف)  (الإنجليزية)
- كريم ماروك على موقع قاعدة بيانات كرة القدم.إي يو (الإنجليزية)
- كريم ماروك على موقع ليكيب (الفرنسية)
- كريم ماروك على موقع ناشيونال فوتبول تيمز (الإنجليزية)